# Campionati italiani primaverili di nuoto 2003
I Campionati italiani primaverili di nuoto 2003 si sono svolti a Ravenna tra il 2 e il 6 aprile 2003.

## Podi

### Uomini
| Evento               | Oro                                                                                            | Tempo      | Argento                                                                                           | Tempo    | Bronzo                                                                                               | Tempo    |
| Stile libero         |                                                                                                |            |                                                                                                   |          | |          |
| 50 m                 | Lorenzo Vismara                                                                                | 22.56      | Michele Scarica                                                                                   | 22.67    | Alessandro Calvi                                                                                     | 23.19    |
| 100 m                | Lorenzo Vismara                                                                                | 49.59      | Christian Galenda                                                                                 | 49.71    | Michele Scarica                                                                                      | 50.03    |
| 200 m                | Emiliano Brembilla                                                                             | 1'47.47    | Federico Cappellazzo                                                                              | 1'48.56  | Matteo Pelliciari                                                                                    | 1'49.15  |
| 400 m                | Emiliano Brembilla                                                                             | 3'51.20    | Federico Cappellazzo                                                                              | 3'51.95  | Valerio Cleri                                                                                        | 3'53.51  |
| 800 m                | Andrea Righi                                                                                   | 8'03.94    | Valerio Cleri                                                                                     | 8'04.04  | Marco Formentini                                                                                     | 8'07.53  |
| 1500 m               | Marco Formentini                                                                               | 15'21.16   | Andrea Righi                                                                                      | 15'28.83 | Fabio Venturini                                                                                      | 15'31.97 |
| Dorso                |                                                                                                |            |                                                                                                   |          | |          |
| 50 m                 | Luis Alberto Laera                                                                             | 26.57      | Enrico Catalano                                                                                   | 26.92    | Alessandro Salvador                                                                                  | 27.13    |
| 100 m                | Emanuele Merisi                                                                                | 56.74      | Luis Alberto Laera                                                                                | 56.78    | Alessandro Garuglieri                                                                                | 57.24    |
| 200 m                | Emanuele Merisi                                                                                | 2'00.16    | Mirko Mazzari                                                                                     | 2'02.27  | Alessandro Garuglieri                                                                                | 2'02.71  |
| Rana                 |                                                                                                |            |                                                                                                   |          | |          |
| 50 m                 | Alessandro Terrin                                                                              | 28.51      | Olivier Johan Vincenzetti                                                                         | 29.00    | Davide Cassol                                                                                        | 29.13    |
| 100 m                | Olivier Johan Vincenzetti                                                                      | 1'02.75    | Davide Cassol                                                                                     | 1'02.81  | Davide Rummolo                                                                                       | 1'03.04  |
| 200 m                | Davide Rummolo                                                                                 | 2'15.06    | Dario Nodari                                                                                      | 2'15.16  | Loris Facci                                                                                          | 2'15.21  |
| Farfalla             |                                                                                                |            |                                                                                                   |          | |          |
| 50 m                 | Mattia Nalesso                                                                                 | 24.47 - RI | Enrico Catalano                                                                                   | 24.63    | Rudy Goldin                                                                                          | 24.97    |
| 100 m                | Mattia Nalesso                                                                                 | 53.69 - RI | Enrico Catalano                                                                                   | 54.45    | Paolo Villa                                                                                          | 54.94    |
| 200 m                | Andrea Oriana                                                                                  | 2'00.79    | Francesco Vespe                                                                                   | 2'01.56  | Paolo Villa                                                                                          | 2'01.70  |
| Misti                |                                                                                                |            |                                                                                                   |          | |          |
| 200 m                | Alessio Boggiatto                                                                              | 2'01.33    | Simone Ciancarini                                                                                 | 2'03.20  | Lorenzo Sirigu                                                                                       | 2'03.46  |
| 400 m                | Alessio Boggiatto                                                                              | 4'15.91    | Tommaso Proverbio                                                                                 | 4'23.85  | Lorenzo Sirigu                                                                                       | 4'23.95  |
| Staffette            |                                                                                                |            |                                                                                                   |          | |          |
| 4x100 m stile libero | Centro Sportivo Carabinieri A Michele Scarica Mauro Gallo Federico Cappellazzo Filippo Magnini | 3'21.31    | Gruppo Nuoto Fiamme Gialle A Christian Galenda Klaus Lanzarini Francesco Di Pippo Lorenzo Vismara | 3'21.69  | Circolo Canottieri Aniene Pietro Deriu Emiliano Brembilla Simone Ciancarini Simone Cercato           | 3'22.39  |
| 4x200 m stile libero | Centro Sportivo Carabinieri Mirko Mazzari Andrea Righi Federico Cappellazzo Filippo Magnini    | 7'23.27    | DDS A Matteo Pelliciari Alessandro Calvi Emanuele Merisi Andrea Frovi                             | 7'23.29  | Circolo Canottieri Aniene Valerio Cleri Emiliano Brembilla Simone Ciancarini Simone Cercato          | 7'26.42  |
| 4x100 m misti        | Centro Sportivo Carabinieri Luis Alberto Laera Davide Rummolo Mattia Nalesso Filippo Magnini   | 3'43.28    | DDS A Emanuele Merisi Dario Nodari Enrico Catalano Matteo Pelliciari                              | 3'43.68  | Circolo Canottieri Aniene A Alessandro Salvador Domenico Fioravanti Simone Ciancarini Simone Cercato | 3'44.99  |

### Donne
| Evento               | Oro                                                                      | Tempo        | Argento                                                                                        | Tempo    | Bronzo                                                                           | Tempo    |
| Stile libero         |                                                                          |              |                                                                                                |          |                                                                                  |          |
| 50 m                 | Cristina Chiuso                                                          | 25.62        | Federica Pellegrini                                                                            | 25.88    | Cecilia Vianini                                                                  | 25.99    |
| 100 m                | Federica Pellegrini                                                      | 55.95        | Cecilia Vianini                                                                                | 56.18    | Cristina Chiuso                                                                  | 56.37    |
| 200 m                | Veronica Massari                                                         | 2'02.33      | Luisa Striani                                                                                  | 2'02.60  | Federica Pellegrini                                                              | 2'03.22  |
| 400 m                | Elisa Pasini                                                             | 4'17.45      | Anna Simoni                                                                                    | 4'20.06  | Sara Goffi                                                                       | 4'20.13  |
| 800 m                | Elisa Pasini                                                             | 8'40.26      | Sara Goffi                                                                                     | 8'48.28  | Anna Simoni                                                                      | 8'58.41  |
| 1500 m               | Elisa Pasini                                                             | 16'48.30     | Simona Ricciardi                                                                               | 17'04.75 | Melissa Pasquali                                                                 | 17'10.23 |
| Dorso                |                                                                          |              |                                                                                                |          |                                                                                  |          |
| 50 m                 | Alessandra Cappa                                                         | 29.57        | Alessia Regli                                                                                  | 29.92    | Valentina De Nardi                                                               | 30.08    |
| 100 m                | Alessandra Cappa                                                         | 1'03.22      | Alessia Regli                                                                                  | 1'03.52  | Valentina De Nardi                                                               | 1'03.93  |
| 200 m                | Federica Barsanti                                                        | 2'16.29      | Roberta Ioppi                                                                                  | 2'17.08  | Alessia Regli                                                                    | 2'18.86  |
| Rana                 |                                                                          |              |                                                                                                |          |                                                                                  |          |
| 50 m                 | Roberta Panara                                                           | 32.31        | Roberta Crescentini                                                                            | 32.45    | Sara Farina                                                                      | 32.63    |
| 100 m                | Sara Farina                                                              | 1'10.06      | Chiara Boggiatto                                                                               | 1'10.52  | Serenella Parri                                                                  | 1'11.11  |
| 200 m                | Sara Farina                                                              | 2'31.72      | Chiara Boggiatto                                                                               | 2'32.41  | Sara Giovannoni                                                                  | 2'33.38  |
| Farfalla             |                                                                          |              |                                                                                                |          |                                                                                  |          |
| 50 m                 | Cristina Maccagnola                                                      | 27.27        | Monica Karina Chaillou                                                                         | 27.59    | Elena Gemo                                                                       | 27.84    |
| 100 m                | Francesca Segat                                                          | 59.56 - RI   | Sabina Mussi                                                                                   | 1'01.34  | Paola Cavallino                                                                  | 1'01.93  |
| 200 m                | Francesca Segat                                                          | 2'10.34 - RI | Paola Cavallino                                                                                | 2'12.77  | Veronica Rodà                                                                    | 2'14.76  |
| Misti                |                                                                          |              |                                                                                                |          |                                                                                  |          |
| 200 m                | Veronica Massari                                                         | 2'17.62      | Sara Parise                                                                                    | 2'17.78  | Laura Porchianello                                                               | 2'19.93  |
| 400 m                | Francesca Segat                                                          | 4'49.16      | Veronica Massari                                                                               | 4'53.18  | Laura Porchianello                                                               | 4'53.38  |
| Staffette            |                                                                          |              |                                                                                                |          |                                                                                  |          |
| 4x100 m stile libero | DDS A Roberta Panara Lara Consolandi Sara Goffi Cecilia Vianini          | 3'48.49      | Dabliu Sport Team A Delfina Pinto Manuela Antonioli Emanuela Donati Luisa Striani              | 3'53.88  | AS Aurelia Nuoto Flavia Zoccari Lucrezia Serrani Alessia Filippi Cristina Chiuso | 3'54.45  |
| 4x200 m stile libero | DDS A Sara Goffi Roberta Panara Cecilia Vianini Veronica Massari         | 8'17.33      | Dabliu Sport Team Luisa Striani Michela Gramillano Manuela Antonioli Claudia Bonucci           | 8'26.45  | AS Team Veneto Padova Alice Carpanese Renata Spagnolo Ambra Favarin Elisa Pasini | 8'31.10  |
| 4x100 m misti        | DDS A Federica Barsanti Serenella Parri Veronica Massari Cecilia Vianini | 4'14.94      | Circolo Canottieri Aniene A Alessandra Cappa Ombretta Plos Ambra Migliori Angelika Fischnaller | 4'16.50  | DDS B Carla Stampfli Roberta Panara Silvia Pedemonte Lara Consolandi             | 4'17.77  |